# Bennet Village
Bennet Village es una villa de Trinidad y Tobago, que forma parte de la región de Siparia.

## Geografía
La villa abarca parte de la isla Trinidad y limita al norte con Forest Reserve y Apex Oil Field, al sur con Palo Seco, al este con Jacob Village y al oeste con Los Charos.

## Demografía
Datos demográficos de la villa de Bennet Village:
| Gráfica de evolución demográfica de Bennet Village entre 2000 y 2011 |
|                                                                      |